# Руссак, Борис Васильевич
Борис Васильевич Руссак - советский хозяйственный, государственный и политический деятель.

## Биография
Родился в 1912 году в Слуцке. Член ВКП(б) с 1935 года.
С 1930 года - на хозяйственной, общественной и политической работе. В 1930-1973 гг. — токарь, заведующий бюро изобретательства цеха, председатель заводского совета общества изобретателей, заведующий бюро технической информации завода, мастер, помощник, заместитель начальника, начальник цеха, начальник спецпроизводства, председатель завкома на Златоустовском машиностроительном заводе им. Ленина, председатель Челябинского обкома профсоюза рабочих промышленности боеприпасов, заместитель заведующего отделом, заместитель секретаря обкома по оборонной промышленности, заместитель секретаря обкома по машиностроительной промышленности, заведующий отделом машиностроения Челябинского обкома ВКП(б), секретарь Челябинского обкома ВКП(б), 2-й, 1-й секретарь Челябинского горкома КПСС, второй секретарь Челябинского обкома КПСС, начальник центрального бюро технической информации совнархоза, директор Челябинского межотраслевого центра научно-технической информации и пропаганды.
Избирался депутатом Верховного Совета РСФСР 5-го созыва.
Умер в Челябинске в 1973 году.